# Conus cinereus
Espèce
Conus cinereus est une espèce de mollusques gastéropodes marins de la famille des Conidae.
Comme toutes les espèces du genre Conus, ces escargots sont prédateurs et venimeux. Ils sont capables de « piquer » les humains et doivent donc être manipulés avec précaution, voire pas du tout.

## Description
La taille d'une coquille adulte varie entre 15 mm et 57 mm. La coquille est cylindriquement ovale, avec une spire modérée et lisse. Le verticille est encerclé en dessous par des rainures distantes. La coquille est nuancée d'olivâtre, de bleu cendré et de marron, avec des lignes tournantes articulées de taches marron et blanches. Le ouverture taché de brun est plus large à sa base qu'à son épaule. Conus bernardii est une variante de couleur. La couleur de sa coquille est châtain fulgurant, avec quelques taches blanches éparses et des lignes tournantes châtain. 

## Distribution
Cette espèce est présente dans l'océan Pacifique occidental, du Japon à l'Indonésie.

### Niveau de risque d’extinction de l’espèce
Selon l'analyse de l'UICN réalisée en 2011 pour la définition du niveau de risque d'extinction, cette espèce est présente du Japon à l'Indonésie, la Papouasie-Nouvelle-Guinée, les îles Salomon, la Nouvelle-Calédonie et le Vanuatu. Elle est considérée comme très commune aux Philippines. Il n'y a pas de menaces connues pour cette espèce très étendue à l'heure actuelle. Cette espèce est classée dans la catégorie " préoccupation mineure ".

## Taxonomie

### Publication originale
L'espèce Conus cinereus a été décrite pour la première fois en 1792 par le conchyliologiste danois Christian Hee Hwass dans « Encyclopédie méthodique ou par ordre de matières Histoire naturelle des vers - volume 1 » écrite par le naturaliste français Jean-Guillaume Bruguière (1750-1798),.

### Synonymes
- Conus (Phasmoconus) cinereus Hwass, 1792 · appellation alternative
- Conus bernardii Kiener, 1847 · non accepté
- Conus caerulescens Lamarck, 1810 · non accepté
- Conus exaratus Reeve, 1844 · non accepté
- Conus gabrielii Kiener, 1846 · non accepté
- Conus gubba Kiener, 1848 · non accepté
- Conus nisus Dillwyn, 1817 · non accepté
- Conus politus Weinkauff, 1875 · non accepté
- Cucullus cinereus Röding, 1798 · non accepté
- Cucullus clavatus Röding, 1798 · non accepté
- Graphiconus cinereus (Hwass, 1792) · non accepté
- Phasmoconus cinereus (Hwass, 1792) · non accepté